# Mamestra variegata
Mamestra variegata là một loài bướm đêm trong họ Noctuidae.